# Lena Fridén
Pour les articles homonymes, voir Fridén.
Lena Fridén, née le 1er février 1962 à Göteborg, est une joueuse de squash représentant la Suède.

## Biographie
Elle commence le squash à l'âge de 15 ans après avoir pratiqué l'aviron et le volley-ball mais ne perce pas comme junior. C'est à partir de 1983 qu'elle s'impose comme la meilleure joueuse suédoise, participant au championnat du monde 1987. Elle travaille comme assistante de laboratoire dans un hôpital.

## Palmarès

### Titres
- Championnats de Suède : 3 titres (1983, 1984, 1986)[2]